# Liste der Naturdenkmale in Dörrenbach
Die Liste der Naturdenkmale in Dörrenbach nennt die im Gemeindegebiet von Dörrenbach ausgewiesenen Naturdenkmale (Stand 23. Mai 2024).

## Naturdenkmale
| Nr.         | Bezeichnung             | Lage                                                       | Beschreibung     | Bild                                    |
| ----------- | ----------------------- | ---------------------------------------------------------- | ---------------- | --------------------------------------- |
| ND-7337-266 | Dörrenbacher Speierling | südwestlich des Ortes; Flur In den unteren Detzwiesen Lage | Sorbus domestica | Direkt Bild zu diesem Denkmal hochladen |

## Ehemalige Naturdenkmale
| Nr. | Bezeichnung | Lage                               | Beschreibung                                 | Bild                                    |
| --- | ----------- | ---------------------------------- | -------------------------------------------- | --------------------------------------- |
|     | Stechpalme  | Stäffelsbergstraße, bei Nr. 6 Lage | Ilex aquifolium; Rechtsverordnung aufgehoben | Direkt Bild zu diesem Denkmal hochladen |